# Манасса (Колорадо)
Манасса (англ. Manassa) — місто (англ. town) в США, в окрузі Конехос штату Колорадо. Населення — 981 особа (2021).

## Географія
Манасса розташована за координатами 37°10′26″ пн. ш. 105°56′14″ зх. д. / 37.17389° пн. ш. 105.93722° зх. д. (37.173841, -105.937275).  За даними Бюро перепису населення США в 2010 році місто мало площу 2,41 км², уся площа — суходіл.

### Клімат
| Клімат : Манасса                   | Клімат : Манасса | Клімат : Манасса | Клімат : Манасса | Клімат : Манасса | Клімат : Манасса | Клімат : Манасса | Клімат : Манасса | Клімат : Манасса | Клімат : Манасса | Клімат : Манасса | Клімат : Манасса | Клімат : Манасса | Клімат : Манасса |
| Показник                           | Січ.             | Лют.             | Бер.             | Квіт.            | Трав.            | Черв.            | Лип.             | Серп.            | Вер.             | Жовт.            | Лист.            | Груд.            | Рік              |
| Абсолютний максимум, °C            | 17,8             | 20,6             | 22,8             | 27,8             | 35,0             | 33,9             | 34,4             | 34,4             | 31,1             | 27,8             | 25,6             | 18,3             | 35,0             |
| Середній максимум, °C              | 1,8              | 5,5              | 10,6             | 15,3             | 20,1             | 25,2             | 26,9             | 25,9             | 22,9             | 17,4             | 8,6              | 2,8              | 15,3             |
| Середній мінімум, °C               | −16,7            | −12,7            | −7,3             | −4               | 0,9              | 5,3              | 8,2              | 7,4              | 3,2              | −2,9             | −9,6             | −15,5            | −3,7             |
| Абсолютний мінімум, °C             | −36,7            | −33,9            | −30              | −18,9            | −12,8            | −6,1             | −1,1             | −1,7             | −9,4             | −21,7            | −32,2            | −34,4            | −36,7            |
| Норма опадів, мм                   | 7                | 7                | 11               | 12               | 20               | 12               | 29               | 39               | 26               | 18               | 14               | 9                | 204              |
| ---------------------------------- | ---------------- | ---------------- | ---------------- | ---------------- | ---------------- | ---------------- | ---------------- | ---------------- | ---------------- | ---------------- | ---------------- | ---------------- | ---------------- |
| Джерело: NOAA (normals, 1971–2000) |                  |                  |                  |                  |                  |                  |                  |                  |                  |                  |                  |                  |                  |

## Демографія
Згідно з переписом 2010 року, у місті мешкала 991 особа в 366 домогосподарствах у складі 254 родин. Густота населення становила 411 особа/км².  Було 425 помешкань (176/км²).
Расовий склад населення:
| - 86,8 % — білих - 1,2 % — корінних американців - 0,4 % — азіатів - 0,3 % — чорних або афроамериканців - 9,2 % — осіб інших рас |

До двох чи більше рас належало 2,1 %. Частка іспаномовних становила 47,6 % від усіх жителів.
За віковим діапазоном населення розподілялося таким чином: 31,3 % — особи молодші 18 років, 53,4 % — особи у віці 18—64 років, 15,3 % — особи у віці 65 років та старші. Медіана віку мешканця становила 34,2 року. На 100 осіб жіночої статі у місті припадало 95,1 чоловіків;  на 100 жінок у віці від 18 років та старших — 95,7 чоловіків також старших 18 років.
Середній дохід на одне домашнє господарство  становив 41 786 доларів США (медіана — 33 375), а середній дохід на одну сім'ю — 47 713 долари (медіана — 44 500). Медіана доходів становила 40 000 доларів для чоловіків та 25 417 доларів для жінок. За межею бідності перебувало 30,5 % осіб, у тому числі 34,6 % дітей у віці до 18 років та 18,7 % осіб у віці 65 років та старших.
Цивільне працевлаштоване населення становило 366 осіб. Основні галузі зайнятості: освіта, охорона здоров'я та соціальна допомога — 28,1 %, роздрібна торгівля — 14,2 %, мистецтво, розваги та відпочинок — 12,6 %.

## Персоналії
- Джек Демпсі (1895-1983) — американський боксер-професіонал.